# Antti Kupiainen
Antti Kupiainen (Varkaus, 23 giugno 1954) è un matematico e fisico finlandese, noto per i suoi contributi alla fisica matematica.

## Biografia
Kupiainen si è laureato in matematica nel 1976 presso il Politecnico di Helsinki e ha conseguito il dottorato di ricerca in fisica nel 1979 alla Princeton University sotto la supervisione di Thomas C. Spencer e Barry Simon con la tesi Some rigorous results on the 1/n expansion. Come postdoc trascorse l'anno accademico 1979/80 presso l'Università di Harvard e poi ha poi svolto attività di ricerca presso numerose istituzioni, come l'Institute for Advanced Study di Princeton, l'Università di Harvard, l'Institut des Hautes Études Scientifiques di Parigi e altri. È poi diventato professore di matematica nel 1989 presso la Rutgers University e nel 1991 all'Università di Helsinki, dove lo è tuttora.
Dal 2012 al 2014 è stato presidente dell'International Association of Mathematical Physics, e per ben due volte (nel 1990 e nel 2010) è stato invited speaker presso il congresso internazionale dei matematici. Dall'American Physical Society e dall'American Institute of Physics gli è stato conferito, assieme al suo collaboratore di lunga data Krzysztof Gawędzki, il premio Dannie Heineman per la fisica matematica 2022. Nel 2024 l'International Association of Mathematical Physics gli ha conferito il Premio Henri Poincaré, per i suoi contributi pionieristici alla teoria quantistica dei campi, alla meccanica statistica e alla meccanica dei fluidi.

## Ricerche
Kupiainen lavora nei settori della teoria quantistica dei campi costruttiva e della meccanica statistica . Negli anni '80 sviluppò, assieme a Krzysztof Gawędzki, un metodo (all'interno del gruppo di rinormalizzazione) per l'analisi matematica delle teorie dei campi e delle transizioni di fase per sistemi di spin su reticolo. Inoltre negli anni '80 lui e Gawędzki svolsero ricerche sulle teorie di campo conforme, in particolare sul modello WZW (Wess-Zumino-Witten). Successivamente si è occupato di applicazioni del metodo del gruppo di rinormalizzazione ad altri problemi di teoria della probabilità, teoria delle equazioni differenziali alle derivate parziali (ad esempio, formazione di pattern, esplosioni e fronti mobili in soluzioni asintotiche di equazioni differenziali paraboliche non lineari), e sistemi dinamici (ad esempio nel campo della teoria KAM).
Come applicazione del metodo del gruppo di rinormalizzazione in teoria delle probabilità, Kupiainen e Jean Bricmont mostrarono che il random walk, con probabilità di transizione casuale asimmetrica in tre o più dimensioni spaziali, porta a un comportamento diffusivo (e quindi a un comportamento irreversibile nel tempo). Kupiainen ha poi continuato le sue indagini sulle origini della diffusione e dell'irreversibilità nel tempo in vari modelli (come mappe caotiche accoppiate e oscillazioni anarmoniche debolmente accoppiate).
Ha anche svolto ricerche sul problema della turbolenza in fluidodinamica. Con Gawędzki, si è occupato in particolare di relazioni di scaling anomale nell'avvezione di campi scalari passivi.
Nel 1996 Kupianien e Bricmont applicarono metodi presi dalla meccanica statistica ad alta temperatura ai sistemi dinamici caotici.